# Bourd
Bourd es un municipio y localidad de la provincia de Taza, en la región administrativa de Taza-Alhucemas-Taunat, en Marruecos. En el censo de 2004, el municipio contaba con una población total de 9.831 personas que viven en 1.607 hogares.